# José Ardiles
José Leónidas Ardiles (Obispo Trejo, 19 de agosto de 1954 - islas Malvinas, 1 de mayo de 1982) fue un piloto de la Fuerza Aérea Argentina que falleció en acción de combate durante la guerra de las Malvinas mientras pilotaba un caza IAI Dagger, la versión israelí del Mirage 5. Siendo oficial de la Fuerza Aérea ostentaba el grado de primer teniente y póstumamente fue ascendido a capitán.
Obtuvo post mortem la medalla al Valor en Combate por ley N.º 25 576 del 11 de abril de 2002. El gobierno argentino lo incluyó en el listado de los «héroes nacionales», fallecidos en combate en la guerra de las Malvinas, por ley nacional N.º 24 950/98.

## Biografía

### Guerra de Malvinas

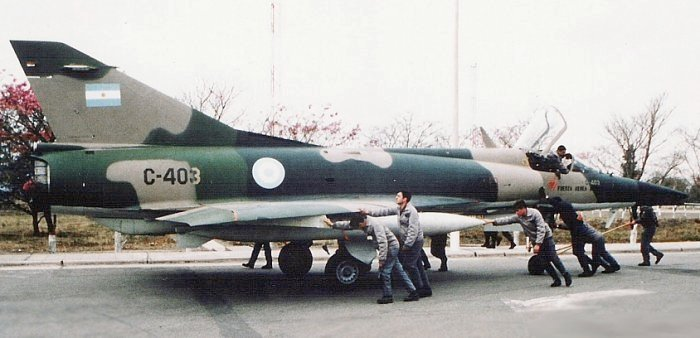
Un IAI Dagger del tipo al pilotado por Ardiles.

En 1982, Ardiles era primer teniente y se encontraba prestando servicios como piloto de Mirage M-5 Dagger en la VI Brigada Aérea con asiento en la ciudad de Tandil.
El 1 de mayo de 1982, el día de bautismo de fuego de la Fuerza Aérea Argentina, el Mirage M-5 Dagger de Ardiles, matrícula C-433, junto a otro Dagger pilotado por el capitán Carlos Alberto Rohde despegaron hacia Malvinas, armados con cañones de 30 mm y dos misiles Shaffrir cada uno. El Dagger de Rohde no salió por inconvenientes técnicos y Ardiles continuó solo. 
Posteriormente, el centro de información y control de Malvinas guio a Ardiles para interceptar un eco que sería un avión inglés Harrier; el eco de radar se transformó en dos aviones de una patrulla aérea de combate (PAC); Ardiles fue derribado por un misil aire-aire AIM-9 Sidewinder.

#### El combate
Los dos Sea Harrier habían despegado del portaaviones británico HMS Hermes, y se trabaron en combate con el Dagger. Los Sea Harriers estaban a 20 000 pies con el Dagger alrededor de 13 000 pies arriba. Se estima que a cinco millas de distancia Ardiles disparó un misil Shaffrir. El mismo estaba dirigido al Sea Harrier pilotado por Martín Hale. Éste lo evadió maniobrando, lanzando chaff y ascendiendo a un nivel de 5 000 pies.
Mientras tanto, el otro Sea Harrier, matrícula XZ455, pilotado por Bertie Penfold se había colocado a la cola del Ardiles y a una distancia de cerca de tres millas disparó el Sidewinder el cual impactó en el avión de Ardiles. Ardiles murió al explotar su avión. Se encontraron los restos del Dagger y no de Ardiles, en la isla Bougainville, una posición no esperada y muy distante de la zona del combate.
El teniente José Leónidas Ardiles fue el cuarto miembro de la Fuerza Aérea Argentina en caer en combate, en la Guerra de Malvinas.

## Condecoraciones y homenajes
- En forma póstuma, José Leónidas Ardiles fue ascendido al gradro militar de capitán.

- Por decreto 577 del año 1983, se le otorgó la medalla “La Nación Argentina al Muerto en Combate”.[5]

- Por su actuación en el conflicto, le fue otorgada la Medalla al Valor en Combate.[6]

- Fue declarado "héroe nacional" por la ley 24.950,[7] junto con otros combatientes argentinos fallecidos en la guerra de las Malvinas.

- En su pueblo natal de Obispo Trejo, departamento Río Primero, Córdoba, existe un homenaje a José Leónidas Ardiles. Es considerado héroe y orgullo del pueblo.

- El municipio de la ciudad de Río Primero, Córdoba bautizó una escuela con su nombre, en el Barrio Yacuzzi, Río Primero, Córdoba.[8]

- El músico y compositor Ariel Maraschin, quien reside en la localidad de Río Primero, de la provincia de Córdoba, compuso la música de la Marcha Capitán José Leónidas Ardiles, con letra de la maestra Mabel Bonaldi, también habitante de dicha localidad. La mencionada marcha es entonada con fervor todos los 2 de abril en la escuela primaria, que homenajea al Capitán Ardiles, por toda la comunidad educativa y por los niños en especial.

- En la ciudad de Mar del Plata, provincia de Buenos Aires hay una calle con su nombre en el barrio "2 de Abril".

- Se lo recuerda en la ciudad de Tandil con una plaza que lleva su nombre, delimitada por las calles Fugl, José Martí, Ana Twesdale y Pedro Hansen. La VI Brigada Aérea, con asiento en esta ciudad, fue su último destino como piloto de combate.